# Old Vic
Old Vic je divadlo v centru Londýna poblíž železniční stanice Waterloo na rohu ulic The Cut a Waterloo Road ve čtvrti Lambeth. Stejné jméno nesl také soubor, z kterého vznikl v roce 1963 soubor nového Národního divadla Londýn. Divadlo Old Vic bylo založeno v roce 1818 jako Royal Coburg Theatre, od roku 1833 Royal Victoria Theatre. V roce 1871 bylo divadlo přestavěno a znovuotevřeno jako Royal Victoria Palace. Od roku 1880 se nazývalo Royal Victoria Hall. Později se mu začalo říkat Old Vic. Hlavní sál má kapacitu 1 067 diváků.